# Cobra (amerykański serial telewizyjny)
Kobra (Cobra, 1993-1994) – amerykański serial sensacyjny.

## Krótki opis
Oficer amerykańskiej marynarki wojennej Scandal Jackson ulega poważnemu wypadkowi na skutek której zostaje zmasakrowana jego twarz. Firma Cobra zajmująca się własnym śledztwem dotyczącym wykrywaniem przestępstw za jego niewiedzą finansuje operację zmiany twarzy, licząc że Jackson wstąpi w ich szeregi. Scandal jednak podchodzi do tego obojętnie, za namową szefa Dallasa Cassela staje się jednym z nich. Polską wersje lektorską czytał Zdzisław Szczotkowski.

## Obsada aktorska
- Michael Dudikoff jako Robert „Scandal” Jackson (wszystkie 22 odcinki)[1]
- Allison Hossack jako Danielle Lapoint (22)
- James Tolkan jako Dallas Cassel (22)
- Jane Sowerby jako Lee Ann Stygers (1)
- Nina Roman jako Governor Wright (1)
- Silvio Oliviero Rudy Fink (1)
- Louis Ferreira jako Jack Beyer (1)
- Kristen Dalton jako Kelly Masterson (1)
- Keegan MacIntosh jako „Scandal” Jr. (3)
- Sandra Nelson jako Jenny Nelson (2)
- Tom McBeath jako wujek Jake Mills (2)
- Sam J. Jones jako sierż. Clay Miller (2)
- Frank Cassini jako Sali Cantalupo (2)
- Andrew Airlie jako „Scandal” Sr. (2)
- Jay Brazeau jako szeryf Andy Jax (1)
- Graham Jarvis jako Carlton Hauser (1)
- Terence Knox jako Jack (1)
- Tony Longo jako Carl Lane (1)
- Barry Lynch jako Brett Masters (1)
- William Sullivan jako Eric (1)
- Douglas Arthurs jako dozorca cmentarza (1)
- Melissa Behr jako Jennifer (1)
- Tom Butler jako Clifford Ashton (1)
- Steve Makaj jako Max Miller (1)

## Lista odcinków
1. Cobra (cz. 1)
2. Cobra (cz. 2)
3. Push It
4. Honeymoon Hideaway
5. Nowhere to Run
6. The Gnome
7. Mr. Chapman, I Presume
8. Hostage Hearts
9. I'd Die For You
10. Something In The Air
11. Playing With Fire
12. Death On The Line
13. Diamond In The Rough
14. Lost In Cyberspace
15. Blast From The Past
16. Death Dive
17. Caged Fury
18. A Few Dead Men
19. Haunted Lives
20. Lorrinda
21. Precious
22. Aces and Eights